# Vertebrata lanosa
Espèce
Vertebrata lanosa (synonyme Polysiphonia lanosa) est une espèce d'algue rouge de la famille des Rhodomelaceae, qui bien qu'autotrophe est parasite[réf. nécessaire] obligatoire de l'algue brune Ascophyllum nodosum.
Également appelé « truffe de la mer » à cause de son parfum similaire à celui de la truffe blanche. Utilisé en cuisine par grand nombre de chefs, cette algue se vend autour de 1 000 euros 
le kilo une fois séchée. Et ce, le plus souvent, en Norvège[réf. nécessaire].

## Description
Cette espèce est marine.

## Systématique
Le nom correct complet (avec auteur) de ce taxon est Vertebrata lanosa (Linnaeus) T.A.Christensen, 1967.

## Distribution

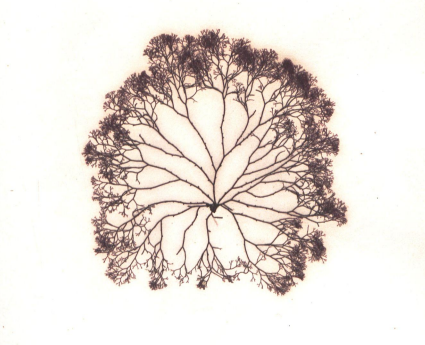
Polysiphonia fastigiata issue de l'herbier d'algues de Louis Joubin (station biologique de Roscoff).

Cette algue a été identifiée sous le nom de Polysiphonia fastigiata en Europe (mer Adriatique, Bretagne, îles Anglo-Normandes, Irlande, Espagne) ainsi qu'en Indonésie.  

## Publication originale
- Christensen, T. (1967). Two new families and some new names and combinations in the algae. Blumea 15(1): 91-94. (PDF)

## Nomenclature
Basionyme : 
- Fucus lanosus L. 1767

Synonymes homotypiques : 
- Fucus lanosus L. 1767
- Polysiphonia lanosa (L.) Tandy 1931

Synonymes hétérotypiques : 
- Conferva omissa Gunnerus 1772
- Ceramium fastigiatum Roth 1800
- Hutchinsia fastigiata (Roth) C.Agardh 1817
- Vertebrata fastigiata Gray 1821
- Polysiphonia fastigiata (Roth) Grev. 1824